# Dornoch Firth

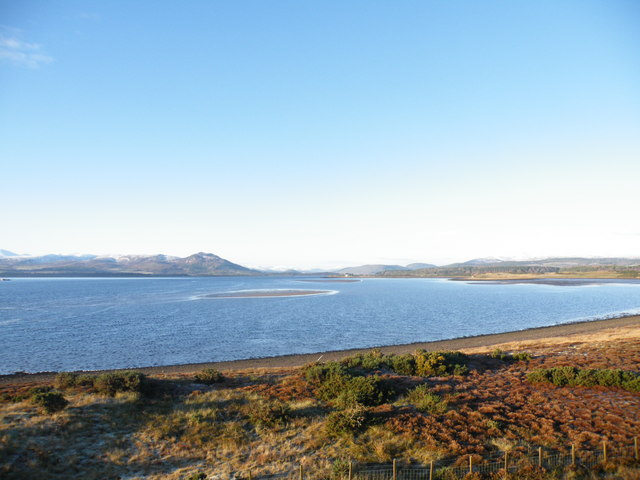
Blick über den Dornoch Firth

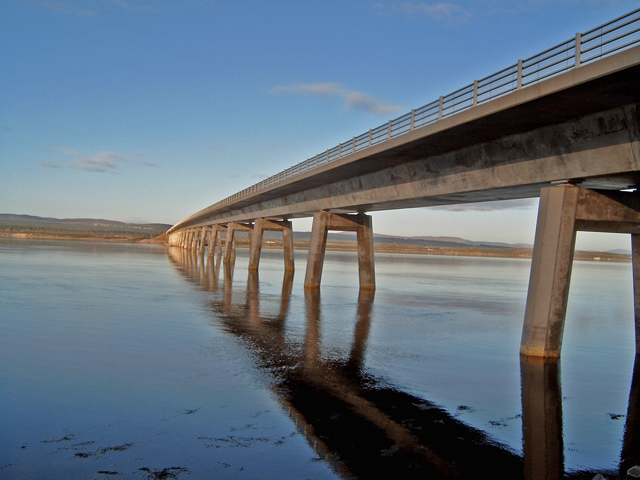
Dornoch Firth Bridge

Der Dornoch Firth ist ein Meeresarm der Nordsee an der schottischen Ostküste. Er reicht etwa 35 km in ostwestlicher Richtung in die Landmasse hinein. Die Küste ist nur dünn besiedelt, wobei Tain und Dornoch die bedeutendsten Städte darstellen. An der Nordseite des Gewässers steht zudem Skibo Castle. Am Kopf des Dornoch Firth mündet der Fluss Oykel ein. 10–20 km südlich verläuft der Meeresarm Cromarty Firth. Ein weiterer Zufluss ist der Fleet südlich von Golspie. Administrativ gehört der Dornoch Firth zu der Council Area Highland. Er ist als National Scenic Area eingestuft.
Seit 1991 wird das Gewässer nahe der Küste von der Dornoch Firth Bridge gequert. Über diese verläuft mit der A9 die bedeutendste Fernverkehrsstraße der Highlands. Bis 1957 verkehrte rund zwei Kilometer westlich eine Fähre, die Meikle Ferry, auf der gleichen Relation. Im Jahre 1809 kamen beim Untergang des Fährschiffes 99 Menschen ums Leben.